# Frýdlant v Čechách předměstí
Frýdlant v Čechách předměstí – przystanek kolejowy w Frýdlancie, w powiecie Liberec w kraju libereckim, w Czechach. Znajduje się na linii kolejowej 039 Frýdlant v Čechách – Jindřichovice pod Smrkem, na wysokości 315 m n.p.m.

## Linie kolejowe
- 039: Frýdlant v Čechách – Jindřichovice pod Smrkem